# Prosoplus bicoloripennis
Prosoplus bicoloripennis là một loài bọ cánh cứng trong họ Cerambycidae.